# Castillo de Montornés
El castillo de Montornés, situado en el término municipal de Cabanes, Benicasim, en la provincia de Castellón es una fortaleza de origen árabe del siglo X construida sobre restos de origen romano, que se sitúa sobre una escarpada cima en la sierra del Desierto de las Palmas, a 4 kilómetros de la población y a una altura de 440 m en situación estratégica para la defensa de la zona, dominando un gran espacio marítimo entre las desembocaduras del Coves y del Mijares. Se puede llegar a él por la autopista A-7, a 4 kilómetros de Benicasim, en las cercanías del convento de carmelitas.
Esta fortaleza forma un triángulo con la torre San Vicente y con la cazoleta de Salandó, que probablemente tuvieron la función de reforzar su defensa.

## Descripción
Era un castillo de grandes dimensiones, cuya imagen aún resulta impresionante a pesar de que quedan pocos restos, es un castillo montano de planta irregular, con tres recintos amurallados. Cuenta con dos torres, una de ellas de planta cuadrangular que domina el valle de Miravet y la otra cilíndrica sobre el acantilado situado a espaldas del castillo. Del primer recinto solo se conservan los lienzos oriental y meridional con algunos arranques de torres y del segundo recinto solo son visibles los cimientos de murallas y un aljibe al interior. Del recinto interior se conserva varios lienzos en ángulo, situándose en este al menos, otros 2 aljibes.

## Historia
Los terrenos sobre los que se sitúa el Castillo fueron poblados desde la edad de Bronce y, posteriormente, en la época de las ocupaciones romana y musulmana. En la época en la que los árabes poblaban estas tierras, el Castillo de Montornés constituía el núcleo original de Benicàssim, uno de los más importantes feudos de la zona. Deduciéndose su construcción hacia el siglo X como parte de un sistema defensivo árabe, sobre restos de origen romano, este castillo se intuye que perteneció al linaje de los Beni Qásim («hijos de Qásim»), a partir del cual se generaría el futuro nombre del pueblo de Benicasim (o Benicàssim en valenciano).
En el año 1094 fue conquistado por el cristianismo a través del Cid Campeador, aliado con Pedro I el Grande de Aragón, pero con la presencia almorávide y la muerte del Cid en 1099 las posesiones de Pedro I se ven seriamente amenazadas, siendo conquistado por los almorávides en 1103 y pasando definitivamente a dominios cristianos en 1234.
Con la Reconquista, el Castillo de Montornés fue donado junto a sus tierras por el Rey Jaime I de Aragón a su escribano D. Pedro Sanz el día 29 de noviembre de 1242, en agradecimiento por sus servicios prestados. Desde este momento, la Baronía de Montornés fue pasando por diferentes manos a través de donaciones, herencias o ventas a nobles y reyes de la zona, hasta llegar a Pere Ximénez de Arenósm al monasterio de Poblet y Violante de Casalduch, quienes lo compraron en 1515. Perteneció a la señora de la Baronía de Benicàssim y de Montornés a partir de 1552.
En 1589, Violante de Casalduch otorga carta de población en el Señorío de Montornés y Benicasim y, el 9 de septiembre de 1603 Violante de Casalduch le concedió carta puebla, en un intento de atraer pobladores de las tierras interiores del Maestrazgo, ya que la zona había quedado prácticamente despoblada y los moradores del castillo empiezaban a trasladarse a zonas más bajas y próximas a los cultivos por los frecuentes ataques de los piratas berberiscos . Finalmente es totalmente abandonado en el siglo XVII.

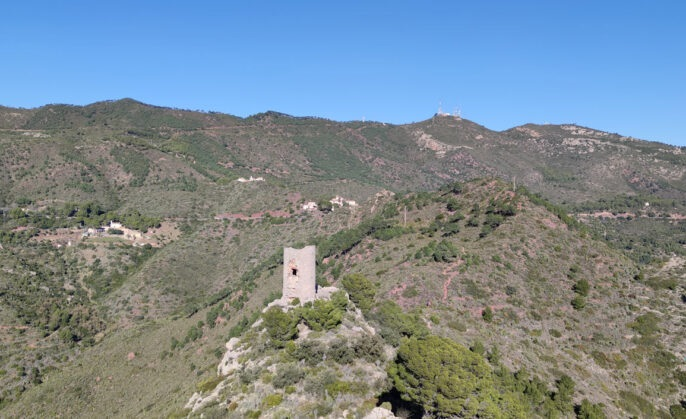
Torre del Castillo

No se sabe exactamente cómo y cuándo fue destruida la fortaleza, aunque se sabe que estuvo habitada hasta el siglo XV.

## Entorno
Desde las ruinas del Castillo de Montornés puedes disfrutar de las vistas sobre La Plana y el Mar Mediterráneo. El castillo se asienta en el Desierto de Las Palmas, un parque natural de 3.200 hectáreas que se extiende a lo largo de cinco municipios: Cabanes, La Pobla Tornesa, Borriol, Castelló de la Plana y Benicàssim.
Es mucha y variada la fauna que encuentra refugio y alimento dentro del Parque Natural del Desert de les Palmes, aunque no siempre a la vista del visitante. El grupo de las aves, con más de 120 especies registradas, es el más numeroso de los habitantes del desierto, con perdices, tórtolas, rapaces como el águila perdicera, halcón peregrino o gavilán, además de aves nocturnas como la lechuza común, búho chico o búho real. También destacan entre los mamíferos el jabalí, el zorro, el conejo, la ardilla roja, la liebre, el erizo, la jineta o los murciélagos. Entre los reptiles y anfibios se encuentran la rana común, el sapo partero, el lagarto ocelado, la lagartija ibérica, la culebra bastarda, de escalera y de herradura. Por último, en el grupo de insectos encontramos la mariposa del madroño, zigena, caballitos del diablo y la abeja.